# 윤승해
윤승해(尹承解)는 고려 후기의 문신이다. 본관은 수안(守安: 현 경기도 김포시 대곶면)이며, 자(字)는 자장(子長)이다.

## 행적
태어난 해는 알 수 없다. 삼한공신 내사령 명의공을 지낸 윤봉(尹逢)의 7세손이며, 윤유연(尹裕延)의 둘째 아들이다.
18세 때 사마시에 합격했으나 문과에서는 두 번 떨어져 음서로 벼슬길에 나가 지수주사 판관(知水州事判官)에 임명되었다.
수주(水州: 현 경기도 수원시)에 부임했을 때 해이해져 있었던 당시 아전들을 법으로 다스렸고, 모든 약속을 조금(條禁)대로 하니 법을 어기는 자가 없어 정치를 잘한다고 알려졌다.
이후 현덕궁(玄德宮) 녹사(錄事), 좌우위(左右衛) 녹사(錄事) 참군사(參軍事) 등의 관직을 거쳤고 이후 진도현(珍島縣: 현 전라남도 진도군)의 령(令)이 되었으며, 그곳에서 백성들의 생업을 바꾸도록 유도해서 백성들이 흉년이 들어도 궁핍하지 않게 했다.
이후 신호위(神虎衛) 녹사(錄事) 참군사(參軍事)가 되었다. 1173년(명종3)에 김보당의 난이 일어나자 다른 사람들은 도망갔지만 윤승해는 혼자 태연하게 있었다. 이를 들은 왕은 신호위(神虎衛) 별장(別將)을 제수했지만 무관직은 자신이 본래 원하던 것이 아니기 때문에 받지 않았다.
각문지후(閣門祗候), 감찰어사(監察御史)의 관직을 거쳤으며 나아가 서북도(西北道)의 분대어사(分臺御史)가 되었다. 앞서 성주(成州: 현 평안남도 성천군)에 있었을 때 이 고을에서는 호당(豪黨)들이 관기(官妓)를 죽였는데, 전후 봉명 사신들이 이를 추궁하고 다스리려 했지만 결국 평민까지 퍼져 온 고을의 사람들을 가두지 않으면 안 되었기 때문에 이 일을 불문에 붙었고 결국 항상 뇌물을 바치는 곳이 되었다. 하지만 윤승해는 그 고을에서 국문하고 안찰하기를 자세하게 해 주모자와 하수인만 처벌하고 나머지는 다스리지 않아 온 나라가 그 일을 경사로 여겼다.
이후 그는 상식봉어(尙食奉御)가 되었고 비어대를 하사받았으며, 또한 상서도관 원외랑(尙書都官員外郞)에 전임되었고, 금인자수(金印紫綏)를 하사 받았다.
죽은 해는 알 수 없으며, 죽었을 때의 나이가 많지 않았다. 부인 장씨(張氏)는 대부경(大府卿) 충의(忠義)의 딸이다. 부인과의 사이에서 2남을 낳았으며, 송균(松筠)과 송죽(松竹)이다.

## 평가
이규보는 그의 묘지명을 쓰면서 이렇게 평가했다.
| “ | 공은 인품이 단아하고 정직해 할 말은 과감하게 했으며, 가는 곳마다 청렴하고 검소하였다. 집에 남아도는 양식이 없지만 가사에 대해 묻는 일이 없고 항시 마음이 화평했으며, 조석으로 오직 관직을 충실히 지키는 것만으로 뜻을 삼았으니, 참으로 조정의 정직한 사람이었는데, 벼슬이 원외랑에 지나지 못하였으니 애석하다. | ” |

## 전기 자료
- 이규보, 《동국이상국집》, 전집35, 윤승해 묘지명